# Crottin de Chavignol
Il crottin de Chavignol è un formaggio francese a pasta molle, prodotto con latte di capra, nel dipartimento della Cher, della Nièvre e del Loiret.